# Amabile
Amabile  è un nome proprio di persona italiano maschile e femminile.

## Varianti
- Maschili: Amabilio[1]
- Femminili: Amabilia[1][2]

### Varianti in altre lingue
Maschili
- Francese: Amable[3]
- Latino: Amabilis[3]

Femminili
- Inglese: Amabel[4][5], Annabel[4][5]
  - Ipocoristici: Mabel[4][5]
- Latino: Amabilia[3]

## Origine e diffusione
Il nome deriva dal latino amabilis che vuol dire "amabile", "degno di amore"; condivide il significato con molti altri nomi quali Agapito, Aspasia ed Erasmo.
Affermatasi prima come nome cristiano, con il senso di "degno dell'amore divino", ha poi acquisito, in epoca medievale, un'accezione augurale e gratulatoria. Dalla forma inglese Amabel, ormai arcaica, derivano i nomi Mabel e Annabel.

## Onomastico
L'onomastico viene festeggiato l'11 luglio per il femminile, in ricordo di sant'Amabile, una nobildonna inglese fattasi monaca nell'abbazia di Saint-Amand, presso Rouen, mentre ricorre il 1º novembre (o l'11 giugno o 18 ottobre su alcuni calendari) per il maschile, in ricordo di sant'Amabile di Riom (o di Alvernia), detto "il Cantore", sacerdote francese. Con questo nome si ricorda inoltre santa Paolina del Cuore Agonizzante di Gesù, nata Amabile Visintainer, fondatrice delle Piccole suore dell'Immacolata Concezione, ricordata il 9 luglio.

## Persone

### Maschile
- Amabile di Riom, presbitero e santo romano

### Femminile
- Amabile Lucia Visintainer, vero nome di Paolina Visintainer, religiosa e santa italiana naturalizzata brasiliana